# Смоленская (станция метро, Арбатско-Покровская линия)
«Смоле́нская» — станция Московского метрополитена на Арбатско-Покровской линии. Расположена в районе Арбат (ЦАО) под Смоленской площадью, по которой и получила своё название. Открыта 5 апреля 1953 года в составе участка «Площадь Революции» — «Киевская». Архитекторы: И. Е. Рожин, Г. П. Яковлев. Пилонная трёхсводчатая станция глубокого заложения с одной островной платформой.

## История
Станция открыта 5 апреля 1953 года в составе участка «Площадь Революции» — «Киевская», после открытия которого (и одновременного закрытия участка «Калининская» — «Киевская») в Московском метрополитене стало 38 станций.
Станция стала самой первой, где в августе 2010 года были заменены турникеты на входе, в вестибюле.
С 22 февраля 2020 по 9 июля 2021 года станция была закрыта на капитальный ремонт и замену эскалаторов. Вестибюлю был возвращён исторический облик.

## Вестибюли и пересадки
У станции один наземный вестибюль (восточный), расположенный во дворе дома 54 по улице Арбат. В состав вестибюля также входит арка, выходящая на Садовое кольцо.
Круглый наземный вестибюль (архитекторы О. А. Великорецкий, А. Ф. Стрелков) отделан чёрным мрамором в основании и украшен четырьмя медальонами с изображениями исторических событий и указаниями дат: 1612, 1812, 1917 и 1945 (скульпторы О. А. Иконников, Ю. Г. Ушаков). Мозаичный фриз круглого эскалаторного зала представляет собой повторяющиеся изображения ордена «Победа».

## Техническая характеристика
Пилонная трёхсводчатая станция глубокого заложения. Сооружена по типовому проекту. Диаметр центрального зала — 9,5 метра, диаметр боковых залов — 8,5 метра.

## Оформление
Оформление станции посвящено военно-исторической теме. Пилоны станции облицованы белым мрамором, украшены по углам полуколоннами. Пол выложен чёрным мрамором с орнаментом из белого и красного мрамора по боковым сторонам зала. Путевые стены облицованы белой керамической плиткой, внизу — чёрным мрамором. Станционный зал освещается канделябрами на пилонах, а также светильниками, спрятанными за карнизом под сводом зала. Барельеф на торцевой стене (скульптор Г. И. Мотовилов) посвящён защитникам Родины.

## Наземный общественный транспорт
На этой станции можно пересесть на следующие маршруты городского пассажирского транспорта:
- Автобусы: 220, 239, 379, с910, Б

## Перспективы
В отдалённой перспективе будет организована пересадка на планируемую станцию «Плющиха» Калининско-Солнцевской линии.

## Станция в цифрах
Глубина заложения станции — 50 метров. Высота над уровнем моря — 92 метра. Пикет ПК27+28.
- Таблица времени прохождения первого поезда через станцию[5]:

| По чётным числам              | Будние дни | Выходные дни |
| По нечётным числам            | Будние дни | Выходные дни |
| В сторону станции «Арбатская» | 05:42:00   | 05:42:00     |
| В сторону станции «Арбатская» | 05:42:00   | 05:42:00     |
| В сторону станции «Киевская»  | 05:52:00   | 05:51:00     |
| В сторону станции «Киевская»  | 05:51:00   | 05:50:00     |

### Пассажиропоток
Ежедневный пассажиропоток составляет 45 250 человек.
За неделю, прошедшую с открытия станции после реконструкции 9 июля 2021 года, станцией воспользовались более 110 тысяч человек.

## Галерея
| - Арка на Садовом кольце перед входом на станцию - Эскалаторы станции до реконструкции - Светильник - Вестибюль станции снаружи - Перронный зал в 1958 году - Барельеф на станции - Орден «Победа» над эскалаторным тоннелем станции |